# Nam Minh
Nam Minh (tiếng Trung: 南明; bính âm: Nán Míng, 1644–1662) là một Triều đại Trung Quốc được chính dòng dõi con cháu và các quan lại trung thành của nhà Minh thành lập ở phía Nam Trung Quốc ngay sau khi kinh đô Bắc Kinh bị Lý Tự Thành chiếm năm 1644, mặc dù vua Sùng Trinh đã treo cổ tuẫn quốc chết tại núi Môi Sơn, Bắc Kinh nhưng các tỉnh phía nam vẫn do nhà Minh kiểm soát, ở phương nam vẫn còn thế lực. Một số hoàng tộc và quan lại nhà Minh đã tìm cách di cư lánh nạn về phía nam Trung Quốc và tập hợp lực lượng còn lại xung quanh Nam Kinh, kinh đô thứ hai và cũng là kinh đô dự phòng của nhà Minh nằm ở phía nam sông Hoài, một con sông chảy vào sông Dương Tử. Bốn thế lực chính hiện diện sau khi nhà Minh sụp đổ bao gồm:
- Triều Đại Thuận do Lý Tự Thành tự lập, chiếm lĩnh phía bắc sông Hoài, sau thì đầu hàng Nam Minh.
- Trương Hiến Trung cát cứ tỉnh Tứ Xuyên kiến lập triều Đại Tây.
- Mãn Châu nhà Thanh kiểm soát cửa khẩu Sơn Hải Quan đông bắc Trung Quốc.
- Nhà Nam Minh chỉ còn trấn thủ một vài khu vực phía nam sông Hoài.

## Lịch sử

Năm 1644 Lý Tự Thành chỉ huy quân khởi nghĩa nông dân chiếm được Thủ đô Bắc Kinh, vua Sùng Trinh tự sát ở Môi Sơn. Một số quan lại nhà Minh di tản xuống vùng Giang Nam đến thủ đô thứ hai là Nam Kinh, cùng hoàng tộc ủng hộ lập vua mới, Sử Khả Pháp phái Đông Lâm ủng hộ lập Lỗ Vương, Mã Sĩ Anh phái phản Đông Lâm cùng quan lại và hoạn quan lại chủ trương phò tá Phúc Vương, cháu nội của Minh Thần Tông. Tháng 5 năm 1644, Phúc vương lên ngôi ở Nam Kinh, Sử Khả Pháp thất bại.
Tuy nhiên, trong thời gian này thì quân Thanh cùng Ngô Tam Quế, viên quan cũ của nhà Minh đang tiến hành xâm lược. Ngô Tam Quế thống lĩnh binh mã đánh bại và tiêu diệt Lý Tự Thành, lập kế hoạch tiến về vùng Hoa Trung, Hoa Nam.
Phúc Vương không có tài. Triều thần muốn tổ chức lại quân đội, xây cất thành lũy, cố giữ lấy phương Nam, nhưng quốc khố thì trống rỗng vì cuộc nội chiến chống Lý Tự Thành. Hơn nữa, hai viên đại thần có quyền nhất lại chống đối nhau. Thấy triều đình Nam Minh chia rẽ, quân Thanh lần lượt chiếm Hà Nam, rồi đem quân tiến đánh Dương Châu.
Tướng Sử Khả Pháp, Binh bộ thượng thư của Nam Kinh, có dũng khí quyết tâm chống Thanh, đem hết cả các quan văn võ Dương Châu ra giữ thành; quân Thanh dùng mưu giả viện binh, thâm nhập được thành. Sử Khả Pháp tự sát được cứu sống, trốn ra khỏi thành thì bị quân Thanh bắt, không chịu hàng Thanh, rồi bị Đa Đạc giết. Vào được thành rồi, quân Thanh chém giết hãm hiếp luôn 10 ngày, ước tính trên 800.000 người bị sát hại. Vụ giết chóc này sử gọi là "10 ngày Dương Châu".
Hai tuần sau, quân Thanh tới sông Trường Giang, vượt qua một cách yên ổn vì chiến thuyền của Nam Kinh đã bỏ trốn xuống Phúc Kiến. Tháng 4 năm 1645, quân nhà Thanh xâm chiếm và đoạt được Nam Kinh, bắt đầu chiến dịch truy quét và tiêu diệt từng nhóm lẻ tẻ chống cự nhà Thanh. Phúc Vương bỏ trốn với vài kị binh. Bị quân Thanh đuổi sát, ông nhảy xuống sông Trường Giang tự vẫn, có sách khác nói ông bị quân Thanh bắt, đưa về Bắc rồi bị giết.
Tháng 6 năm 1645, quần thần lập Lỗ Vương Chu Dĩ Hải lên ngôi xưng Giám Quốc, thành lập chính quyền lưu vong đóng đô ở Thiệu Hưng, đồng thời với Phúc Vương là Đường Vương Chu Duật Kiện tức Long Vũ Đế cũng lên ngôi, Trịnh Chi Long và Hoàng Đạo Chu cùng phò tá cả hai người đứng đầu của nhà Nam Minh lên ngôi vị (một người là giám quốc, một người thì xưng đế) tạo nên tình trạng phân liệt, rạn nứt lực lượng chống quân Thanh, Lỗ Vương và Long Vũ Đế lại tranh giành nhau tính hợp pháp của ngôi vị, nên vào tháng 6 năm 1646 quân Thanh bắt sống ở Thiệu Hưng, Lỗ Vương trốn thoát được, lén vượt biển sang nương tựa lực lượng của Trịnh Thành Công.
Lúc này chỉ còn mỗi lực lượng của vua Long Vũ Đế, tháng 8 năm 1646 quân Thanh xâm lược Phúc Châu, tiêu diệt chính quyền của Long Vũ Đế. Sau cùng, em trai là Thiệu Vũ Đế kế vị anh tiếp tục cuộc kháng cự, cùng năm đó thất bại trước cuộc tấn công mãnh liệt của quân Thanh, Thiệu Vũ Đế tự sát.
Tháng 10 năm 1646, Quế Vương Chu Do Lang xưng Giám Quốc, đóng đô ở Triệu Khánh, tháng 11 lên ngôi, thành lập chính quyền Vĩnh Lịch. Vua Vĩnh Lịch là cháu của vua Vạn Lịch nhà Minh, được sự hậu thuẫn của các tướng Trịnh Thành Công, Lý Định Quốc, Trương Danh Chấn, Trương Hoàng Ngôn, Lưu Văn Tú cùng các nơi khác kháng cự quân Thanh, tạm thời áp đảo được quân Thanh. Tuy nhiên nội bộ lực lượng kháng Thanh bất hòa, tranh giành quyền lực khiến cho nội bộ lục đục. Vĩnh Lịch Đế Chu Do Lang lại bất tài, không đủ uy tín để lãnh đạo kháng chiến, chỉ lo cầu toàn an thân, bỏ lỡ nhiều cơ hội phản Thanh nên quân Minh dù thắng được nhiều trận lớn nhưng vẫn không thể khôi phục được giang sơn. Năm 1659, sau trận Ma Bàn Sơn, Vĩnh Lịch Đế chạy trốn sang Miến Điện, nhưng sau đó Ngô Tam Quế đem quân đánh, Miến Điện đã bắt vua giao nộp. Đến năm 1662 tháng 4, Ngô Tam Quế giết chết Vĩnh Lịch Đế. Ngoài ra vào năm 1662, Lỗ Vương Chu Dĩ Hải mắc bệnh chết bên cạnh Trịnh Thành Công, nhà Nam Minh coi như bị diệt vong. Sau đó, Trịnh Thành Công cùng gia quyến rút lui ra đảo Đài Loan và vẫn tiếp tục cuộc kháng cự, thành lập vương quốc Đông Ninh sau khi binh lính của Trịnh Thành Công đánh đuổi được thực dân Hà Lan ra khỏi đảo. Đến năm 1683 thì Trịnh Khắc Sảng, cháu Trịnh Thành Công đầu hàng nhà Thanh, con đường tái lập, phục hưng nhà Minh kể như chấm dứt hoàn toàn. Tất cả những người hoàng thân quốc thích còn lại của nhà Minh bị đưa về đất liền và sống như một thường dân đến cuối đời, kể cả con cháu của họ. Sau khi nhà Thanh sụp đổ vào năm 1912 thì hậu duệ nhà Minh mới có được cuộc sống khá hơn.

## Ngoại giao
Dưới thời Nam Minh, các nước như Việt Nam, Nhật Bản, Lưu Cầu, Lữ Tống, Chiêm Thành từng phái sứ giả đi tiến cống . Năm Long Vũ nguyên niên từng ban chiếu thư lên ngôi tới Lưu Cầu (nay là tỉnh Okinawa thuộc Nhật Bản), được ghi chép trong sách "Lịch Đại Bảo Giám" của Lưu Cầu.
Điều đáng nói đến là, vua Hoằng Quang từng phái sứ giả Tả Mậu Đệ đưa chiếu dụ cho nhà Thanh bàn về một số lễ nghi khác, đều gọi vua Thuận Trị là "Khả Hãn nước Thanh’’, trong chiếu thư, vua Hoằng Quang đề xuất bốn sự kiện: yêu cầu an táng vua Sùng Trinh và hoàng hậu Sùng Trinh, lấy Sơn Hải Quan làm ranh giới, đất đai ngoài cửa quan cấp cho nhà Thanh, mỗi năm lấy 10 vạn tiền tuế, khao thưởng nghìn lạng vàng, bạc 20 vạn lượng, tơ lụa hàng vạn tấm, khao thưởng 3 vạn lượng bạc, thuận tiện cho việc kiến quốc. nói lên ý đồ là Nam Minh và Thanh triều, đôi bên cùng nhau tồn tại, nghị hòa hữu hảo, bất quá thì Tả Mậu Đệ sẽ tới Bắc kinh làm con tin, tuy nhiên mục tiêu đi sứ đều thất bại do ý chí muốn thống nhất thiên hạ của triều đình nhà Thanh.

## Danh sách các hoàng đế nhà Nam Minh
1. Nghĩa Hưng đế (義興帝) Chu Từ Lãng (tiếng Trung: 朱慈烺; bính âm: Zhu Cilang; 26 tháng 2 1629 – 6 tháng 6 1644). Là Hoàng đế Nam Minh đầu tiên, nhưng không được triều Nam Minh thừa nhận. Được Ngô Tam Quế đưa lên làm Giám Quốc tại Nam Kinh với niên hiệu là Nghĩa Hưng, thụy hiệu là Điệu Hoàng Đế. Từ lúc Bắc Kinh thất thủ, khi chạy tới Nam Kinh thì bị Đa Nhĩ Cổn giết. Ông trị vì được 43 ngày (25/4/1644 - 6/6/1644).
2. Hoằng Quang đế (弘光帝) Chu Do Tung (chữ Hán: 朱由崧; 5 tháng 9 năm 1607 – 23 tháng 5 năm 1646). Là Hoàng đế Nam Minh thứ 2 sau Nghĩa Hưng đế Chu Từ Lãng và được triều Nam Minh công nhận là Hoàng đế chính thống. Sau khi Nghĩa Hưng đế Chu Từ Lãng bị Đa Nhĩ Cổn sát hại, ông ngay ngày đó đã lên ngôi tại Nam Kinh; tới ngày 19 Tháng 6 cùng năm thì xưng đế, lấy niên hiệu là Hoằng Quang. Ông trị vì được 1 năm 10 ngày (6/6/1644 -15/6/1645), sau khi qua đời được truy tôn thụy hiệu là Phụng Thiên Tuân Đạo Khoan Hòa Tĩnh Mục Tu Văn Bố Vũ Ôn Cung Nhân Hiếu Giản Hoàng đế (奉天遵道宽和静穆修文布武溫恭仁孝簡皇帝), miếu hiệu An Tông (安宗).
3. Lộ Mẫn đế (潞闵帝) Chu Thường Phương (chữ Hán: 朱常淓; 1607– 23 tháng 5 năm 1646). Là Hoàng đế thứ 3 của Nam Minh nhưng không được triều Nam Minh công nhận. Ông được các đại thần đưa lên ngôi Giám quốc sau khi Hoằng Quang đế bị quân Thanh bắt và sát hại. Được 6 ngày thì ông đem quân ra hàng quân Thanh. Tháng 6 năm sau, ông cùng Hoằng Quang đế và các thân vương bị xử chém.
4. Long Vũ đế (隆武帝) Chu Duật Kiện (朱聿鍵), (25 tháng 5 năm 1602 - 6 tháng 10 năm 1646). Ông là Hoàng đế thứ 4 của Nam Minh sau Lộ Mẫn đế Chu Thường Phương và được triều Nam Minh công nhận. Sau khi Lộ Mẫn đế bị xử tử, ông lên ngôi Giám quốc tại Hàng Châu. Tháng 8 cùng năm, ông xưng đế, lấy niên hiệu là Long Vũ. Từ lúc lên ngôi Giám quốc, xưng đế cho tới khi tự sát, ông trị vì được 1 năm 3 tháng 3 ngày (6/7/1645 - 6/10/1646). Sau khi qua đời ông được dâng miếu hiệu là Thiệu Tông (紹宗) và được truy thụy là Phối Thiên Chí Đạo Hoằng Nghị Túc Mục Tư Văn Liệt Vũ Mẫn Nhân Quảng Hiếu Tương Hoàng đế (配天至道弘毅肅穆思文烈武敏仁廣孝襄皇帝).
5. Hằng Sơn đế (恒山帝) Chu Dĩ Hải  (朱以海) (6 tháng 7 năm 1618 – 23 tháng 12 năm 1662) là Hoàng đế thứ 5 của Nam Minh, xưng đế trong thời gian tại vị của Long Võ Đế, trị vì được 10 năm (1645 - 1655).
6. Thiệu Võ đế (紹武帝) Chu Duật Việt (朱聿鐭)  (1605 – 20 tháng 1, 1647). Là Hoàng đế thứ 6 của Nam Minh và được vương triều ở Nam Kinh công nhận. Sau khi triều Long Vũ diệt vong, ông được quần thần đưa lên ngôi, hiệu là Thiệu Võ. Thời gian tại vị của ông là 3 tháng 17 ngày (6/10/1646- 20/1/1647).
7. Vĩnh Lịch đế (永历帝) Chu Do Lang (朱由榔) (1 tháng 11 năm 1623 – 1 tháng 6 năm 1662). Là Hoàng đế cuối cùng của triều Nam Minh. Ông được dâng thụy hiệu là Ưng Thiên Thôi Đạo Mẫn Nghị Cung Kiệm Kinh Văn Vĩ Vũ Thể Nhân Khắc Hiếu Khuông Hoàng đế (應天推道敏毅恭儉經文緯武體仁克孝匡皇帝), miếu hiệu là Chiêu Tông (昭宗).

## Niên hiệu nhà Nam Minh
- Hoằng Quang: tháng 1 - 6 năm 1645
- Long Vũ: tháng 7 năm 1645 - 1646
- Vĩnh Lịch (Nam Minh) từ năm 1647 - 1662

## Danh sách chiến dịch kháng Thanh

### 1644
- Chiến dịch Sơn Hải Quan
- Chiến dịch Đồng Quan
- Chiến dịch Thiểm Bắc

### 1645
- Chiến dịch Dương Châu
- Chiến dịch Giang Âm

### 1646
- Chiến dịch Kinh Châu
- Chiến dịch Cám Châu

### 1648
- Chiến dịch Đồng An

### 1649
- Chiến dịch Đại Đồng
- Chiến dịch Nam Xương
- Chiến dịch Cám Châu

### 1650
- Chiến dịch Quế Lâm
- Chiến dịch Quảng Châu

### 1651
- Chiến dịch Từ Táo
- Chiến dịch Tiền Sơn
- Chiến dịch Tiểu Doanh Lĩnh

### 1652
- Trận Hồ Nam của nhà Nam Minh
  - Đại thắng Tĩnh Châu
  - Đại thắng Thần Châu
  - Đại thắng Hành Dương
- Trận Quảng Tây của nhà Nam Minh
  - Đại thắng Toàn Châu
  - Đại thắng Nghiêm Quan
  - Đại thắng Quế Lâm
- Trận Tứ Xuyên của nhà Nam Minh
  - Đại thắng Tự Châu
  - Đại thắng Đình Khê
  - Chiến dịch Bảo Ninh
- Trận Mân Nam của nhà Nam Minh
  - Chiến dịch Cầu Giang Đông
  - Chiến dịch Sùng Vũ
  - Chiến dịch Chương Châu

### 1653
- Chiến dịch Bảo Khánh
- Trận Quảng Đông lần thứ nhất của nhà Nam Minh
  - Chiến dịch Ngô Châu
  - Chiến dịch Triệu Khánh
  - Chiến dịch Triều Châu
  - Chiến dịch Hải Trừng

### 1654
- Trận Quảng Đông lần thứ hai của nhà Nam Minh
  - Đại thắng Cao Châu
  - Đại thắng Giang Môn
  - Chiến dịch Tân Hội

### 1655
- Chiến dịch Thường Đức
- Trận Việt Đông của nhà Nam Minh
  - Đại thắng Phổ Ninh
  - Chến dịch Hải Trừng
  - Chiến dịch Yết Dương

### 1656
- Chiến dịch Tuyền Châu

### 1657
- Trận Mân Đông của nhà Nam Minh
  - Chiến dịch Hộ Quốc Lĩnh
  - Chiến dịch Mân An

### 1658
- Trận Quý Châu của nhà Nam Minh
  - Chiến dịch Kê Công Bối
  - Chiến dịch Hoàng Thảo Bá
  - Chiến dịch Thất Tinh Quan
  - Chiến dịch Lương Thủy Tỉnh
- Chiến dịch Trùng Khánh

### 1659
- Trận Vân Nam của nhà Nam Minh
  - Chiến dịch Tùng Lĩnh Vệ
  - Chiến dịch Lương Thụy Tân
  - Chiến dịch Song Hà Khẩu
  - Huyết chiến Ma Bàn Sơn
- Đại thắng Định Hải Quan
- Trận Trường Giang của nhà Nam Minh
  - Đại thắng Qua Châu
  - Đại thắng Trấn Giang
  - Đại thắng Vu Hồ
  - Chiến dịch Nam Kinh

### 1660
- Chiến dịch Hạ Môn (1660)

### 1663
- Trận Quỳ Đông của nhà Nam Minh
- Chiến dịch Ngạc Tây
- Chiến dịch Xuyên Đông

### 1664
- Chiến dịch Mao Lộc Sơn